# Renata Briano

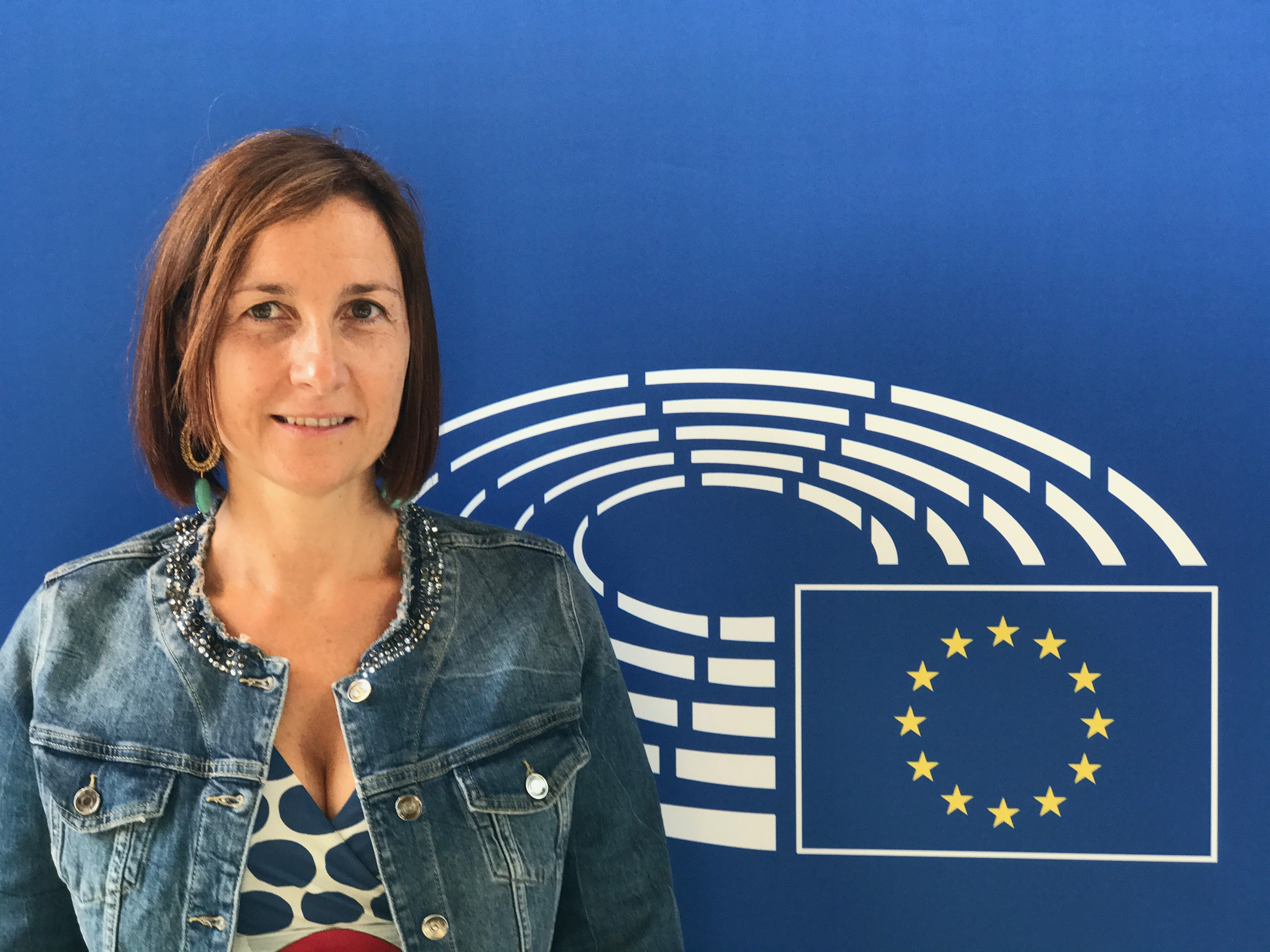
Renata Briano

Renata Briano (* 23. Februar 1964 in Genua) ist eine italienische Politikerin der Partito Democratico.

## Leben
Nach dem Abitur am Staatlichen Naturwissenschaftlichen Gymnasium „Enrico Fermi“ in Genua Sampierdarena studierte Briano Naturwissenschaften an der Universität Genua. Nach Abschluss ihres Studiums arbeitete sie zunächst als freie Mitarbeiterin in der Umwelterziehung, dann als Forscherin am Institut für Bildungstechnologien des Nationalen Forschungsrats (Consiglio Nazionale delle Ricerche, CNR). Ende der 1990er-Jahre wurde sie Leiterin des Dienstes für Information, Ausbildung, Kommunikation und Umwelterziehung bei ARPA Ligurien und anschließend Leiterin des Regionalen Zentrums für Umwelterziehung (CREA) von Ligurien. Im Mai 2000 wurde sie zur Stadträtin der Provinz Genua ernannt und war zuständig für Umwelt, nachhaltige Entwicklung, Jagd und Fischerei, eine Position, die sie auch im folgenden Verwaltungszyklus bis zu ihrer Ernennung zur Regionalrätin von Ligurien innehatte. Briano ist seit 2014 Abgeordnete im Europäischen Parlament. Dort ist sie Stellvertretende Vorsitzende des Fischereiausschusses und Mitglied in der Delegation für die Beziehungen zu Indien.
Briano ist verheiratet und hat einen Sohn.